# Sven-Erik Bäck
Sven-Erik Bäck (født 6. september 1919 i Stockholm, Sverige, død 10. januar 1994) var en svensk komponist, violinist.
Bäck studerede violin og komposition på Det Kongelige Musikkonservatorium i Stockholm hos bl.a. Hilding Rosenberg, for herefter at studere kompositionen videre i Rom hos Goffredo Petrassi. Han skrev tre symfonier, orkesterværker, kammermusik, strygekvartetter, operaer, koncertmusik, balletmusik, sange, solostykker for mange instrumenter etc. Bäck var violinist i to strygekvartetter, og leder af Edsberg Musikinstituts Sammenslutning. Han er mest kendt for sine strygerkompositioner såsom symfonierne, men også sin kammermusik og koncerter.

## Udvalgte værker
- Symfoni nr. 1 (1951) - for strygeorkester
- Symfoni nr. 2 Kammersymfoni (1955) - for strygeorkester
- Symfoni nr. 3 (1986) - for strygeorkester
- Strygekvartetter (nr. 1 (1945), 2 (1947), 3 (1962), 4 (1984))
- Strygekvintet Exercitier (1948)
- Decet (1973) - for blæserkvintet og strygekvintet
- Strygeoktet (1988)
- Violinkoncert (1957/1960) - for violin og orkester
- Cellokoncert (1966) - for cello og orkester
- Klaverkoncert Cirkler (1977) - for klaver og orkester